# Stadion Esp
Het Stadion Esp is een multifunctioneel stadion in Fislisbach, een stad in Zwitserland. 
Het stadion wordt vooral gebruikt voor voetbalwedstrijden, de voetbalclub FC Baden maakt gebruik van dit stadion. In het stadion is plaats voor 7.000 toeschouwers. Daarvan zijn er zo'n 1000 zitplaatsen.